# Diadelia albosquamulosa
Diadelia albosquamulosa là một loài bọ cánh cứng trong họ Cerambycidae.